# Labidostomis arnoldii
Labidostomis arnoldii  (лат.) — вид жуков (Coleoptera) подсемейства клитрины (Clytrinae) из семейства листоедов (Chrysomelidae). Эндемик Кавказа: отмечены в Абхазии, Адыгее, Дагестане, Грузии (альпийский и субальпийский пояса). Мелкие жуки с удлинённой формой тела, длина 8—9 мм. Переднеспинка и голова синевато-зелёные. Надкрылья буровато-жёлтого цвета. Личинки развиваются в муравейниках, а имаго отмечены на горце мясокрасном (Polygonum carneum, род Горец, семейство Гречишные). Включён в Красную книгу Краснодарского края (2007) и в Красную книгу Республики Адыгея (2012, категория «Редкие виды»). Лимитирующие факторы: распашка естественных мест обитания (лугов) и разрушение муравейников.